# TG 1862 Rüsselsheim
Die Turngemeinde 1862 Rüsselsheim ist mit etwa 3500 Mitgliedern (Stand August 2024) der größte Verein in Rüsselsheim am Main.

## Geschichte
Der Verein wurde 1862 gegründet. Im Laufe der Jahre entwickelte sich das Sportangebot weiter, so dass heute 12 Abteilungen mit 30 Sportarten vorhanden sind. Zum Angebot gehören derzeit:
- Aikido
- Basketball
- Gesundheitssport
- Fitnessstudio mit dem vereinseigenen Fitnessstudio ToGether
- Group Fitness mit u. a.  Aerobic, Fatburner, Fit Mix, Indoor Cycling, Pilates, Step,  Yoga, Zumba uvm.
- Handball
- Leichtathletik
- Rehasport auf ärztliche Verordnung
- Schwimmen
- Ski (mit Badminton, Skigymnastik, Ausfahrten Alpin + Touren, Boule)
- Tanzen (mit Gesellschaftstanz, Turniertanz, Ballett, Bauchtanz, Jazztanz, Stepptanz, Tanzangebote für Kids&Teens)
- Tischtennis
- Triathlon
- Turnen (mit Gerätturnen, Rope-Skipping, Trampolin, Kinderturnen, Erwachsenen- und Seniorenturnen)
- Volleyball

## Basketball
Die Damenmannschaft der TG spielt in der Landesliga.
Die 1. Herrenmannschaft ebenfalls in der Landesliga.

## Gesundheitssport & Fitness
Die Turngemeinde betreibt das vereinseigene Fitnessstudio „together“, dass im Jahre 2002 in den Räumlichkeiten des städtischen Schwimmbades „An der Lache“ eröffnet wurde. Die Namensgebung „together“ entstand durch die gemeinsame Nutzungsmöglichkeit des Fitnessstudios(tg), Schwimmbad und Sauna(Stadt). Nachdem das Studio nach 10 Jahren an seine Kapazitätsgrenzen stieß, wurde auf dem Vereinsgelände der TG, 1 Drittel bzw. 1 Feld der 3-Felder-Tennishalle mittels einer Trennwand abgetrennt und in einen modernen Fitnessbereich umgebaut. So entstand ein etwa viermal so großer Fitnessbereich, der im Juni 2012 eröffnet wurde.

## Handball
In der Saison 2018/2019 nehmen drei aktive Mannschaften und fünf Jugendmannschaften an den Punktspielen im Bezirk Wiesbaden/Frankfurt teil.
Die Erste Aktivenmannschaft spielt in der Bezirksoberliga, die Zweite in der Bezirksliga A und die Dritte in der Bezirksliga C.

## Leichtathletik
Die Leichtathletikabteilungen der Vereine TG 1862 Rüsselsheim, TV 1890 Rüsselsheim-Haßloch, LC Rüsselsheim und sind mit mehr als 450 Mitgliedern in der LG Rüsselsheim zusammengefasst. Somit sind sie der größte Leichtathletikverein im ganzen Kreis.

### Erfolge
Klaus Gerbig war um 1960 einer der besten deutschen Hürdensprinter und Olympiateilnehmer bei den Sommerspielen 1960 in Rom. Dort erreichte er über 110 m Hürden das Viertelfinale. 1961 wurde er im Trikot der TG Rüsselsheim Deutscher Meister über 200 m Hürden. 1959 war er Vizemeister über die 200 m Hürdenstrecke und errang 1960 und 1961 den 3. Platz über 110 m Hürden. 1962 wechselte er zum Lokalrivalen FSV Frankfurt.

## Tanzen
Die Latein-A-Formation tanzt in einer Formationsgemeinschaft mit den Vereinen TC Blau-Orange Wiesbaden und TSC Metropol Hofheim in der 1. Bundesliga, weitere Lateinformationen der Formationsgemeinschaft tanzen in Regional- und Oberliga Süd. Die Standardformation tanzt in der Regionalliga (siehe auch ausführlichen Artikel zum TSC Rot-Weiß Rüsselsheim).

## Turnen
Die Turnabteilung der TG Rüsselsheim, hat ein großangelegtes Breitensportangebot. Aber auch ihr Leistungssportbereich kann sich sehen lassen. So starten die Trampolinspringer erstmals in der 2. Bundesliga. Die RopeSkipper erringt neben vielen internationalen Titeln auch regelmäßig die deutsche Meisterschaft.

## Volleyball
Die 1. Männermannschaft der TG-Volleyballabteilung spielt derzeit als United Volleys Rhein-Main in der Bundesliga, die 2. Männermannschaft ist nach der Meisterschaft in der Dritten Liga Süd 2015/16 in die zweithöchste Spielklasse aufgestiegen, während die 1. Frauenmannschaft weiterhin in der Landesliga aufschlägt.

### Geschichte
Die Volleyballabteilung ist seit langer Zeit ein Aushängeschild des Vereins. Die erste Frauenmannschaft war lange Zeit erstklassig und gewann 1981 den deutschen Pokalwettbewerb. Die Seniorinnen Ü49 wurden im November 2009 und im November 2010 Deutscher Meister. In der Saison 2005/06 spielten die Männer erstmals in der 1. Bundesliga. Am Ende der Saison 2006/07 beschlossen die Vereine Eintracht Wiesbaden und TG 1862 Rüsselsheim, die damals die ersten beiden Tabellenplätze der 2. Bundesliga belegten, in der darauffolgenden Saison als gemeinsames Team rhein-main volley in der 1. Liga zu starten. Nach dem Abstieg in die 2. Bundesliga spielte die Männermannschaft seit der Saison 2010/11 wieder unter dem Dach der TG 1862 Rüsselsheim. In der Saison 2014/15 wurde Rüsselsheim Vizemeister und nahm nach dem Verzicht von Meister SV Fellbach den Aufstieg in die Bundesliga wahr. Von der Saison 2015/16 bis 20/21 spielte Rüsselsheim unter dem Namen United Volleys in der 1. Liga. Das erste Herrenteam der TG 1862 e. V. Rüsselsheim spielt in der Saison 2023/24 in der Dritten Liga Süd, die erste Damenmannschaft in der Landesliga Süd.

### Bundesliga-Team
siehe Hauptartikel United Volleys Rhein-Main

## Jugendarbeit

### Modellcharakter
Die Jugendarbeit der TG Rüsselsheim hat Modellcharakter. 1996 entstand unter Eigenregie der organisierten Vereinsjugend (damals Fachausschuss Jugend) das TG-Jugendhaus. Heute verfügt die Jugend über Stimmrecht im Geschäftsführenden Vorstand, im Gesamtvorstand, im Beirat, sowie dreifach auf der Delegiertenversammlung. Sie verfügt über ein eigenes Budget und besitzt eine eigene Satzung.

### Aktivitäten
Um Jugendliche für das Engagement im und für den Verein zu begeistern, wurde 1990 der Fachausschuss Jugend, dem bis heute Modellcharakter für viele andere Vereine zukommt, ins Leben gerufen. Bei der Einführung einer eigenständigen, abteilungsübergreifenden Jugendarbeit gehörte die TG damit zu den Vorreitern.
Es sind ausschließlich Jugendliche und junge Erwachsene, die sich, seit 1999 unter dem neuen Namen „TG-Jugend“, engagieren. Die TG-Jugend verfügt über einen eigenen Vorstand. Der von den Jugendlichen gewählte Sprecher hat Sitz und Stimme im Geschäftsführenden Vorstand des Vereins. Eigenverantwortlich plant die TG-Jugend auch das Jahresprogramm, unter anderem Ferienspiele (seit 1989), Ballsporttage, Musikveranstaltungen, „Rent a Nikolaus“, Beteiligung an Maßnahmen der Stadt zur Integration ausländischer Jugendlicher, „24-Stunden-Beachvolleyballturniere“ und ein regelmäßiges Sportprogramm für Jugendliche.
Bei fast allen Aktivitäten steht das 1998 eingeweihte Vereinsjugendhaus im Mittelpunkt.

## Das Vereinsgelände
In den 1950er Jahren wurde das TG-Zentrum errichtet. Das Vereinsgelände wurde in den 1980er Jahren erweitert und in den 1990er Jahren komplettiert. 2006 folgte der Sportkindergarten im neu geschaffenen Regenbogenpark.
Im Laufe der Jahre wurde das vereinseigene Gelände immer weiter ausgebaut. Auf dem Gelände, auf dem sich früher die alte Jahnhalle und ein Sportplatz mit Leichtathletikanlage befunden hatte, wurde zunächst das TG-Sport- und Gesundheitszentrum gebaut. Im TG-Zentrum befinden sich neben der Geschäftsstelle im ersten Stock, eine Gaststätte mit Kegelbahn, eine Sauna mit Außenbereich, sowie mehrere Gesellschaftsräume. Dem Gebäude angegliedert ist die Jahnhalle, die beispielsweise den Tischtennisspielern oder den Turnkindern zur Ausübung ihres Sports dient. Hinter dem Hauptgebäude liegt die Tennishalle mit zwei Spielfeldern auf Granulatboden und dem Fitnessbereich together. Außerdem stehen im Außenbereich weitere Sandplätze zur Verfügung. Ein Gymnastikhalle mit Parkett, die auch für Tanzveranstaltungen genutzt werden kann, wurde 1996 ergänzt. Im Jubiläumsjahr 2012 erfolgte eine umfangreiche Sanierung des Hauptgebäudes.
Die Restfläche wurde 1998 für einen Jugend- und Kinderbereich genutzt, wo man nun ein Jugendhaus mit Terrasse und Grillplatz, Spielplatz, Bouleanlage und zwei Beachvolleyballfelder findet.
2002 übernahm die TG von der Stadt einen Teil der Rüsselsheimer Hallenbades, um dort den Fitness-Bereich „together“ einzurichten. Seit Juni 2012 ist das together auf dem Vereinsgelände. Dafür wurde ein 500 m² Tennishallenplatz in einen modernen Fitnessraum umgebaut.
Seit 2003 ist auf dem Dach der vereinseigenen Tennishalle eine große Solaranlage installiert, die feierlich von Bundesumweltminister Jürgen Trittin eingeweiht wurde.
2005/2006 wurde die Fläche des Verein um einen Teil des benachbarten ehemaligen Kasernengeländes erweitert, den der Verein erwerben konnte. In dem denkmalgeschützten Kasernengebäude wurde ein Sport- und Bewegungskindergarten eingerichtet.
2008 wurde der Sportkindergarten auf ca. 100 Betreuungsplätze erweitert. Zudem zog in das OG des ehemaligen Kasernengebäudes die private Realschule „Europa Schule Dr. Obermayr“ ein.
2009 wurde der Sportkindergarten in eine gemeinnützige GmbH, die TG-Kita-GmbH, ausgegliedert. Alleiniger Gesellschafter bleibt die TG 1862 e. V. Rüsselsheim.
2013 wurde der Sportkindergarten erneut erweitert. Im Sportzentrum der TG wurde die ehemalige Kegelbahn entkernt und dort die „Sportkita II“ errichtet. Diese Einrichtung bietet derzeit in 3 Gruppen 36 U3(Krippen-)Kindern Platz.
2022/23 Zur Finanzierung eines energetischen Umbaus und einer Modernisierung verkauft die Turngemeinde eine Freifläche des Vereinsgeländes auf dem sich bislang die Beachvolleyballfelder und das Basislager/Jugendhaus befanden.

## Bekannte Sportler
- Meike Freitag, Schwimmerin, zweifache Vizeweltmeisterin und Teilnehmerin bei den Olympischen Spielen 1996 und 2000.
- Klaus Gerbig, Leichtathlet, Olympiateilnehmer 1960, Deutscher Meister 1961 (200 m Hürden).
- Gabi Ockel (geb. Lorenz), Volleyballnationalspielerin und Volleyballerin des Jahres 1982.
- Andreas Dörhöfer, Handballspieler, deutscher Meister 1991, zweifacher Torschützenkönig der Handball-Bundesliga, DHB-Pokalsieger 1986.
- Erik Schmidt, Handballspieler, deutscher Nationalspieler und Handball Europameister bei SC Magdeburg